# Hugo (filme)
Hugo (prt: A Invenção de Hugo; bra: A Invenção de Hugo Cabret) é um filme britano -estadunidense de 2011, dos gêneros aventura, mistério e drama, dirigido por Martin Scorsese, com roteiro de John Logan baseado no livro The Invention of Hugo Cabret de Brian Selznick.
Conta a história de um garoto que vive solitário numa estação ferroviária de Paris, tentando descobrir um enigmático mistério. Coproduzido por GK Films e Johnny Depp, o filme é estrelado por Asa Butterfield, Chloë Grace Moretz, Sacha Baron Cohen, Jude Law e Ben Kingsley.

## Enredo
Em 1930, Hugo Cabret (Asa Butterfield) é um menino de 12 anos de idade que vive no compartimento das engrenagens da estação ferroviária Gare Montparnasse, em Paris, mantendo o funcionamento dos grandes relógios do local. Seu pai (Jude Law) era um viúvo, relojoeiro e funcionário de um museu que o adorava, levando-o ao cinema e mostrando a ele sua última paixão antes de morrer num incêndio no museu onde trabalhava: um autômato (espécie de homem mecânico) que, supostamente, poderia escrever uma mensagem. Após a morte de seu pai, Hugo foi levado por seu alcoólatra tio Claude (Ray Winstone), que, apesar de não ter praticamente nenhum sentimento pelo menino, o ensinou a manter os relógios da estação. Quando Claude desaparece, Hugo continua a manter os relógios enquanto sobrevive roubando comida e suprimentos, temendo que, se o inspetor da estação - vigilante - (Sacha Baron Cohen) o descobrisse, poderia enviá-lo a um orfanato.
Hugo continua o trabalho com o autômato, pois acreditava que a mensagem que viria a ser escrita seria algo de seu falecido pai, além de que acreditava que o funcionamento do autômato diminuiria sua solidão. Para conseguir esse intento, furtava as ferramentas necessárias em uma loja de brinquedos da estação. Um dia, ele é capturado pelo amargo dono da loja, Papa Georges (Ben Kingsley), que manda o garoto tirar tudo o que tem nos bolsos, recuperando algumas peças furtadas e se apoderando de um pequeno caderno em que havia impressionantes desenhos técnicos de engenharia de máquinas, inclusive de movimentos de um robô, o que o deixou pasmo. Hugo quer o caderno de volta, mas tem como resposta a promessa de que será queimado. Isso fez com que o menino acompanhasse o velho Georges até sua casa na tentativa de reavê-lo. Lá, ele conhece a afilhada de Georges, Isabelle (Chloë Grace Moretz), que promete ajudá-lo.
No dia seguinte, Georges dá algumas cinzas para Hugo, como se fossem os restos do caderno, mas Isabelle diz a ele que o caderno ainda está intacto. Finalmente, Georges consente que Hugo tenha o caderno de volta desde que trabalhe para ele todos os dias para pagar os itens que furtou. Durante seu tempo livre, Hugo continua a trabalhar com o autômato. Porém, ao concluí-lo, percebe que ainda está faltando uma parte: uma chave em forma de coração.
Com a amizade entre os dois crescendo, Hugo leva Isabelle ao cinema, lugar que Georges a proibia de ir, entrando clandestinamente através da habilidade de Hugo em abrir portas. Ela, por seu turno, o leva a uma livraria e o apresenta ao seu gentil e enigmático dono (Christopher Lee).
Isabelle quer saber onde Hugo mora, obtendo permissão depois de alguma relutância. Lá, Hugo fica surpreso ao descobrir que Isabelle usa como um colar a chave de que necessita para fazer o autômato funcionar [presente de  Mama Jeanne (Helen McCrory). Com a intervenção da chave, o autômato começa a funcionar, desenhando uma cena emblemática do filme "Viagem à Lua", um dos filmes pioneiros de Georges Méliès.
Hugo afirma ficar triste quando vê alguma máquina não funcionando, pois isto tiraria dela o seu verdadeiro propósito. Isabelle indaga se esse é o propósito da vida de Hugo, fazer com que as máquinas realizem os seus propósitos, e indaga-se qual seria o seu próprio.
Quando o autômato escreve a assinatura finalizando o desenho, Isabelle reconhece, perplexa, a caligrafia de seu padrinho. Eles levam o desenho para a casa de Georges. Lá, mostram o desenho à madrinha de Isabelle, Mama Jeanne, mas esta se mostra arredia, afirmando que aquilo mexeria com o passado de Georges e que Hugo ainda é muito jovem para compreender tanto sofrimento. Nisso, Georges chega em casa, obrigando Jeanne a esconder as crianças em um quarto dos fundos e lá (enquanto tentavam se manter quietos), encontram um compartimento secreto no armário onde está um baú, sendo que, ao puxá-lo, a cadeira onde está Isabelle quebra e são espalhados muitos desenhos de filmes de Méliès. O barulho atrai Georges que, ao se deparar com os seus antigos trabalhos jogados ao chão, fica inicialmente transtornado, amassando alguns desenhos, e depois atônito de tristeza, dizendo a Hugo que havia confiado nele, não merecendo aquilo em retribuição.
Algum tempo depois, Hugo e Isabelle, ao irem à seção da livraria que trata de cinema, descobrem um livro sobre a história da Sétima Arte. Ao lerem o livro, deparam-se com o mesmo desenho que o autômato havia feito, vendo se tratar do filme "Viagem à Lua", cujo diretor foi um dos pioneiros do cinema, o padrinho de Isabelle, o tio Georges, estando registrado ainda que ele teria sido morto na Primeira Guerra Mundial. Nesse instante, aparece o autor do livro, o professor René Tabard (Michael Stuhlbarg), que revela sua profunda admiração pelo trabalho de Méliès e inicialmente não acredita na história dos garotos de que Méliès está vivo. Tabard leva os garotos a sua casa, onde existe uma sala com várias referências a Méliès, afirmando que tem a última cópia conhecida do "Viagem à Lua", e Hugo sugere que eles levem o filme para a casa de Georges.

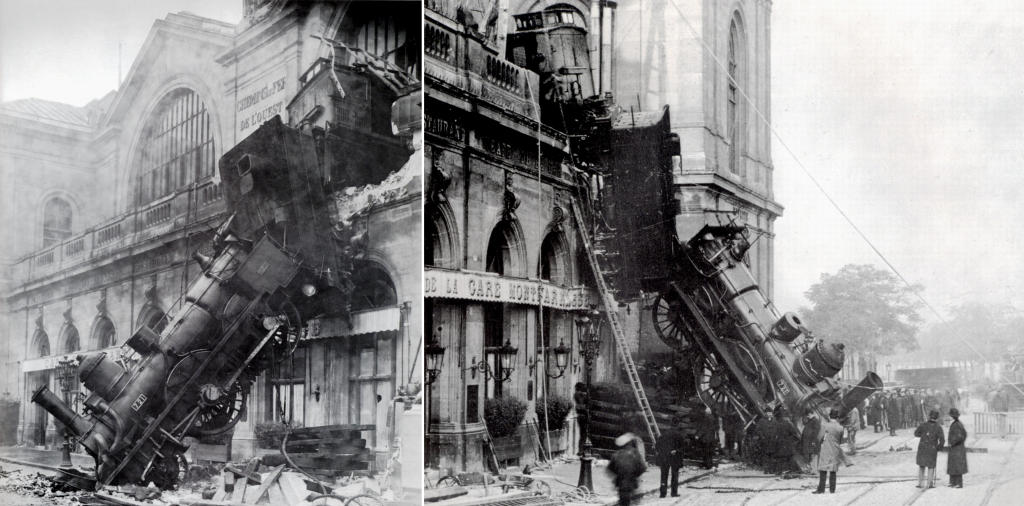
Acidente do Expresso Paris-Granville na gare Montparnasse (Paris, 22 de Outubro de 1895). O filme, cuja história se passa em 1931, reproduz a cena do acidente.

Na noite seguinte, Jeanne está hesitante sobre deixá-los mostrar o filme até que Tabard reconhece-a como Jeanne d'Alcy, uma linda atriz e frequente em muitos dos filmes de Méliès. Quando o filme termina, Georges aparece à porta, e, emocionado, finalmente revela a sua carreira cinematográfica. Ele usou suas habilidades ilusionistas dos tempos de mágico para fazer os efeitos especiais dos filmes, utilizando-se de sua imaginação fértil. No entanto, após a Primeira Guerra Mundial, afirma que os valores mudaram, que as pessoas passaram a ver seus filmes como algo sem importância diante do choque de realidade dos fatos ocorridos com a guerra, e não teve como continuar pagando os salários dos atores, vendendo o estúdio de gravação e até os rolos dos filmes (que foram derretidos para produzir químicos). Com o dinheiro recebido, montou a loja de conserto de brinquedos na estação de trem e inclusive doou a um museu um autômato que construíra, no qual colocou todo o corpo e alma.
Hugo volta para a estação para pegar o autômato (com a intenção de usá-lo para fazer uma surpresa para Georges), mas antes que possa recuperá-lo, é descoberto pelo inspetor que, pouco antes, havia recebido um telefonema em que se colhiam informações sobre Claude, se se tratava do funcionário que cuidava dos relógios da estação, uma vez que este fora encontrado morto no rio Sena. O inspetor fica a se perguntar quem então estaria cuidando dos relógios da estação. Durante a perseguição, Hugo sobe na torre do relógio e pendura-se nos ponteiros para se esconder do inspetor. Quando ele vai embora, Hugo rapidamente sobe de volta e pega o autômato, mas é encurralado novamente pelo inspetor e o autômato é jogado sobre os trilhos ferroviários. Hugo salta para recuperar o objeto, e, estando a vir um trem, é salvo pelo próprio inspetor, que o conduziria ao orfanato, porém Georges chega e afirma que Hugo está agora em seu cuidado, e leva-o de volta para casa, junto com o autômato.
Algum tempo depois, em um festival de cinema, o professor Tabard fala à plateia sobre vida e obra de Georges Méliès, afirmando que se acreditava estarem perdidos todos os seus filmes, mas que após uma busca exaustiva, foram descobertos e recuperados mais de 80. Georges assome por trás das cortinas e em lágrimas agradece especialmente a Hugo por este ter realizado o maior "conserto" que algum relojoeiro poderia fazer, que foi o do propósito de sua vida. Após o festival, numa festa na casa de Georges, Isabelle começa a escrever um livro sobre a história de Hugo Cabret. O filme termina em uma cena do autômato sentado em uma sala.

## Elenco
| Ator               | Personagem                    |
| ------------------ | ----------------------------- |
| Asa Butterfield    | Hugo Cabret                   |
| Ben Kingsley       | Georges Méliès (Papa Georges) |
| Chloë Grace Moretz | Isabelle Mèlies               |
| Sacha Baron Cohen  | Inspetor Gustave Dasté        |
| Ray Winstone       | Claude Cabret                 |
| Jude Law           | Cabret (pai de Hugo)          |
| Christopher Lee    | Monsieur Labisse              |
| Helen McCrory      | Jeanne d'Alcy (Mama Jeanne)   |
| Michael Stuhlbarg  | René Tabard                   |
| Emily Mortimer     | Lisette                       |
| Frances de la Tour | Madame Emile                  |
| Richard Griffiths  | Monsieur Frick                |
| Emil Lager         | Django Reinhardt              |
| Ben Addis          | Salvador Dalí                 |
| Robert Gill        | James Joyce                   |
| Kevin Eldon        | policial                      |
| Gulliver McGrath   | René Tabard (jovem)           |
| Angus Barnett      | gerente do cinema             |
| Marco Aponte       | assistente do engenheiro      |
| Michael Pitt       | espectador do festival        |
| Martin Scorsese    | espectador do festival        |
| Brian Selznick     | espectador do festival        |

## Produção
A produtora "GK filmes", já tinha ideia de filmar Hugo desde meados de 2007. Hugo foi filmado no estúdio Shepperton Studios em Londres, e com cenas em Paris.
O design do autômato presente no filme é baseado em um criado pelo mecânico suíço, Henri Maillardet que Selznick viu no Franklin Institute, bem como em "o escritor", um dos autômatos Jaquet-Droz.

## Recepção
Hugo teve aclamação por parte da crítica especializada. Com base em 41 avaliações profissionais, alcançou uma pontuação de 83 em 100 no Metacritic.

## Prêmios e indicações
Oscar
| Ano  | Categoria                                  | Indicado(s)                                                | Resultado |
| ---- | ------------------------------------------ | ---------------------------------------------------------- | --------- |
| 2012 | Melhor filme                               | Graham King e Martin Scorsese                              | Indicado  |
| 2012 | Melhor diretor                             | Martin Scorsese                                            | Indicado  |
| 2012 | Melhor roteiro adaptado/argumento adaptado | John Logan                                                 | Indicado  |
| 2012 | Melhores efeitos visuais/efeitos especiais | Robert Legato, Joss Williams, Ben Grossmann e Alex Henning | Venceu    |
| 2012 | Melhor edição/montagem                     | Thelma Schoonmaker                                         | Indicado  |
| 2012 | Melhor figurino                            | Sandy Powell                                               | Indicado  |
| 2012 | Melhor fotografia                          | Robert Richardson                                          | Venceu    |
| 2012 | Melhor direção de arte                     | Dante Ferretti e Francesca Lo Schiavo                      | Venceu    |
| 2012 | Melhor mixagem de som                      | Tom Fleischman e John Midgley                              | Venceu    |
| 2012 | Melhor edição de som                       | Philip Stockton e Eugene Gearty                            | Venceu    |
| 2012 | Melhor trilha sonora                       | Howard Shore                                               | Indicado  |

Golden Globe Awards
| Ano                  | Categoria                     | Indicado(s) | Resultado |
| -------------------- | ----------------------------- | ----------- | --------- |
| 2012                 |                               |             |           |
| Melhor filme - drama | Graham King e Martin Scorsese | Indicado    |           |
| Melhor diretor       | Martin Scorsese               | Venceu      |           |
| Melhor trilha sonora | Howard Shore                  | Indicado    |           |

BAFTA
| Ano                      | Categoria                                                    | Indicado(s)                 | Resultado |
| ------------------------ | ------------------------------------------------------------ | --------------------------- | --------- |
| 2012                     |                                                              |                             |           |
| Melhor diretor           | Martin Scorsese                                              | Indicado[carece de fontes?] |           |
| Melhor roteiro original  | Howard Shore                                                 | Indicado[carece de fontes?] |           |
| Melhores efeitos visuais | Dante Ferretti e Francesca Lo Schiavo                        | Venceu[carece de fontes?]   |           |
| Melhor montagem          | Thelma Schoonmaker                                           | Indicado[carece de fontes?] |           |
| Melhor figurino          | Sandy Powell                                                 | Indicado[carece de fontes?] |           |
| Melhor fotografia        | Robert Richardson                                            | Indicado[carece de fontes?] |           |
| Melhor som               | Philip Stockton, Eugene Gearty, Tom Fleishman e John Midgley | Venceu[carece de fontes?]   |           |
| Melhor maquiagem         | Howard Shore                                                 | Indicado[carece de fontes?] |           |